# Euphorbia dugandiana
Euphorbia dugandiana är en törelväxtart som beskrevs av Léon Camille Marius Croizat. Euphorbia dugandiana ingår i släktet törlar, och familjen törelväxter.
Artens utbredningsområde är Colombia. Inga underarter finns listade i Catalogue of Life.